# قومية بيضاء
القومية البيضاء هي نوع من أنواع القومية أو القومية الشاملة التي تتبنى الاعتقاد بأن البيض نوع متميز من الأعراق، وهي تسعى إلى الحفاظ والتمسك وإلى تطوير هوية عرقية وقومية بيضاء. ينسجم مؤيدوها ويرتبطون مع مفهوم أمة البيض أو مع مفهوم «الدولة الإثنية البيضاء».
طبقًا لوصف المحللين، تتداخل القومية البيضاء مع سيادة البيض والانفصالية البيضاء. توصف القومية البيضاء أحيانًا باعتبارها مرادفًا أو تفرعًا لسيادة البيض، وقد استخدم الصحفيون والمحللون كلا المصطلحين على نحو متبادل. الانفصالية البيضاء هي السعي نحو إقامة «دولة تقتصر على البيض»، في حين ان التفوق العرقي الأبيض هو الاعتقاد بأن البيض متفوقون على غير البيض ويجب أن يهيمنوا عليهم، وتُستقى هذه الأفكار من الداروينية الاجتماعية والنازية. يتجنب القوميون البيض، على نحو عام، مصطلح «السيادة» لأن له دلالات سلبية.
يقول القوميون البيض أنهم يسعون إلى ضمان بقاء العرق الأبيض وثقافات الدول البيضاء تاريخيًا. يرى البيض أنه ينبغي أن يحتفظوا بأغلبيتهم في البلدان ذات الأغلبية البيضاء، وأن يحافظوا على سيطرتهم السياسية والاقتصادية، وأن تكون ثقافتهم هي الثقافة الرئيسية. يعتقد كثيرون من القوميين البيض أن تمازج الأجناس، والتعددية الثقافية، وهجرة غير البيض، وانخفاض معدلات المواليد بين البيض؛ أمور تهدد العرق الأبيض، ويعتقد البعض أن هذه الأمور يجري الترويج لها كجزء من محاولة الإبادة الجماعية للبيض. يجادل النقاد في أن مصطلح «القومية البيضاء» هو ببساطة «إعادة تسمية»، وأن الأفكار مثل فكرة الفخر الأبيض لا تمثل سوى واجهة عامة مقبولة لسيادة البيض، وأن معظم الجماعات القومية البيضاء تروج للعنف العرقي.

## التاريخ والانتشار
وفقًا لميريام وبستر وهي شركة أمريكية تهتم بنشر الكتب المرجعية، فإن أول استخدام موثق لمصطلح «القومي الأبيض» كان عام 1951، للإشارة إلى عضو ينتمي لجماعة متطرفة تتبنى فكرة تفوق البيض والفصل العنصري مع غير البيض. كما لاحظت ميريام وبستر استخدام العبارة المكونة من كلمتين منذ عام 1925. تم استخدام هذا المصطلح في الأصل من قبل بعض الأفراد البيض باعتباره تعبيراً ملطفاً وذا تأثير مُخفف عن كلمة تفوق البيض، يفضل الأعضاء الجدد في المنظمات العنصرية مثل كو كلوكس كلان استخدام المصطلح بشكل عام ويتجنبون وصف أنفسهم بأنهم متعصبون للبيض.
استخدم بعض علماء الاجتماع القومية البيضاء كمصطلح شامل لمجموعة من الجماعات والأيديولوجيات المتعصبة للعرق الأبيض، بينما يعتبر آخرون هذه الحركات متميزة. يشير التحليل إلى أن مجموعتين تتداخلان إلى حد كبير من حيث العضوية والأيديولوجيا والأهداف.

## النقد
جادل العديد من الأفراد والمنظمات في أن أفكار فخر البيض والقومية البيضاء لا تمثل سوى واجهة عامة مقبولة لسيادة البيض. يقول كوفي بوينور هاجور أن القومية السوداء هي رد فعل على التمييز العرقي، في حين أن القومية البيضاء هي تعبير عن سيادة البيض. وصف بعض النقاد القومية البيضاء بأنها «… إلى حد ما، تمثل أيديولوجية جنون العظمة» التي تستند إلى نشر دراسات أكاديمية زائفة.
تجادل كارول إم. سوين في أن الهدف غير المعلن للقومية البيضاء هو جذب جمهور أكبر، وأن أغلب جماعات القومية البيضاء تروج للانفصالية البيضاء وللعنف العرقي. يتهم المعارضون القوميين البيض بالكراهية، والتعصب العرقي، وسياسات الهوية المدمرة. تمتلك الجماعات التي تنادي بسيادة البيض تاريخًا طويلًا في ارتكاب جرائم الكراهية، ولا سيما ضد الأشخاص المنحدرين من أصل يهودي أو أفريقي. تتضمن الأمثلة على ذلك، إعدام السود إعدامًا غوغائيًا دون محاكمة على يد الكو كلوكس كلان (الكية كيه كيه).
يزعم بعض المنتقدين أن القوميين البيض- في حين يتظاهرون بأنهم جماعات حقوق مدنية تدافع عن مصالح مجموعتهم العرقية- كثيرًا ما يستندون إلى التقاليد الأهلانية لجماعة الكو كلوكس كلان والجبهة الوطنية البريطانية. لاحظ النقاد الخطاب المعادي للسامية والكاره لليهود الذي يستخدمه بعض القوميين البيض، كما هو موضح في تعزيز نظريات المؤامرة، مثل نظرية مؤامرة حكومة الاحتلال الصهيوني.